# Armoriale dei comuni della Loira Atlantica
Questa pagina contiene le armi (stemma e blasonatura) dei comuni della Loira Atlantica.

## A
| Stemma | Nome del comune e blasonatura |
| ------ | --- |
|        | Abbaretz De gueules à la croix de sable, cantonnée: au premier, d'un terril d'argent; au deuxième, de gueules au rencontre de bœuf de sable * ; au troisième, de gueules chargé d'une gerbe d'or liée du même; au quatrième, d'hermine; sur le tout, d'argent au croissant de gueules accompagné de trois crampons, le senestre contourné (di rosso, alla croce di nero, accantonata: nel 1º, da un cumulo di detriti d'argento; nel 2º, al rincontro di bue di nero; nel 3º, al covone di grano d'oro, legato dello stesso; nel 4º d'armellino pieno; sul tutto d'argento, al crescente di rosso, accompagnato da tre cramponi, quello di sinistra rivoltato) |
|        | Aigrefeuille-sur-Maine D'azur à trois feuilles d'alisier d'or; au chef d'hermine. (d'azzurro, a tre foglie di sorbo d'oro; al capo d'armellino) |
|        | Ancenis De gueules à trois quintefeuilles, chaque feuille chargée d'une moucheture d'hermine de sable. (di rosso, a tre cinquefoglie d'argento, con ogni foglia caricata da una moscatura d'armellino di nero) |
|        | Anetz Équipolé de gueules et d'argent. (cinque punti di rosso equipollenti a quattro d'argento) |
|        | Arthon-en-Retz Écartelé : au premier, d'azur à un four à chaux d'argent maçonné et ouvert de sable; au deuxième, de gueules à un aqueduc d'or, au chef d'argent à trois mouchetures d'hermine de sable; au troisième, de gueules à l'épée posée en bande chargée d'une crosse posée en barre, le tout d'or, au chef du même chargé d'une croisette de sable; au quatrième, d'azur à trois meulons de sel d'argent. (inquartato: nel 1º d'azzurro, al forno da calce d'argento, murato e aperto di nero; nel 2º di rosso, all'acquedotto d'oro, al capo d'argento caricato di tre moscature d'armellino di nero; nel 3º di rosso, alla spada posta in banda, caricata di un pastorale posto in sbarra, il tutto d'oro, al capo dello stesso caricato di una crocetta di nero; nel 4º d'azzurro, a tre mucchi di sale d'argento) |
|        | Assérac Gironné d'or et d'azur. (gheronato d'oro e d'azzurro) Motto: Franc à tout venant. |

## B
| Stemma | Nome del comune e blasonatura |
| ------ | --- |
|        | Barbechat D'argent au léopard de gueules accompagné de six croisettes de sable, trois en chef et trois en pointe. (d'argento, al leopardo di rosso, accompagnato da sei crocette di nero, tre in capo e tre in punta) |
|        | Basse-Goulaine Coupé : au premier, d'argent au pelven adextré de sa pierre ronde, le tout d'azur; au second, d'azur à un brochet d'argent posé en fasce. (troncato: nel 1º d'argento, al menhir (pietra di Pelven) addestrato dalla sua pietra rotonda, il tutto d'azzurro; nel 2º d'azzurro, al luccio d'argento posto in fascia) Motto: Saxo Diuturnor Alacrior Lucio. |
|        | Batz-sur-Mer Parti: au premier, d'argent à trois dauphins pâmés de sable; au second, d'azur à la crosse d'or. (Partito: nel 1º d'argento, a tre delfini boccheggianti di nero; nel 2º d'azzurro, al pastorale d'oro) Motto: Terre et mer ne crains. |
|        | La Baule-Escoublac D'azur au soleil non figuré d'or; à la champagne ondée du même, chargée de trois burelles ondées d'azur de largeurs décroissantes vers la pointe, les ondes d'or de largeurs décroissantes vers le chef; le tout sommé d'un chef d'hermine. (D'azzurro, al sole non figurato d'oro, alla campagna ondata dello stesso, caricata di tre burelle ondate d'azzurro, di larghezza decrescente verso la punta, le onde d'oro di larghezza decrescente verso il capo; il tutto abbassato al capo d'armellino. Motto: Labor sol et mare fulgeant in unum.) Precedente stemma in uso dal 1951 al 1996 D'azur à la champagne ondée d'or surmontée d'une ombre de soleil du même; au chef d'hermine. (D'azzurro, alla campagna ondata d'oro, sormontata da un'ombra di sole dello stesso; al capo d'armellino). |
|        | Belligné D'argent au chevron de gueules accompagné en chef de deux merlettes de sable et en pointe d'un mulon de sel d'hermine; à la bordure tranchée: au premier, d'azur semé de fleurs de lys d'or à la filière de gueules, au second, d'hermine à la filière ondée d'azur. (D'argento, allo scaglione di rosso, accompagnato in capo da due merlotti di nero e in punta da una collina di sale d'armellino; alla bordura trinciata; nel 1º d'azzurro, seminato di gigli d'oro alla filiera di rosso; nel 2º d'armellino, alla filiera ondata d'azzurro) |
|        | La Bernerie-en-Retz D'or à la croix de sable chargée en abîme d'une tour d'argent maçonnée aussi de sable, surchargée d'une moucheture d'hermine du même; au chef d'azur chargé d'une embarcation locale dite "chatte" soutenue d'une divise ondée, le tout d'argent. (D'oro, alla croce di nero, caricata in cuore di una torre d'argento, murata pure di nero, sovraccaricata da una moscatura d'armellino dello stesso; al capo d'azzurro, caricato di una imbarcazione locale detta chatte sostenuta da una divisa ondata, il tutto d'argento) Incongruenza tra disegno e blasonatura: nel capo è rappresentata una semplice nave e non una chatte. Motto: Pictonum virtus Britonum fides. |
|        | Besné Contre-vairé d'or et de gueules. (controvaiato d'oro e di rosso) |
|        | Le Bignon De gueules à trois flacons d'or. (di rosso, a tre flaconi d'oro) Motto: Sagesse et progrès. |
|        | Blain De vair chargé d'un croissant de gueules. (Di vaio, caricato di un crescente di rosso) |
|        | La Boissière-du-Doré Parti: au premier, d'argent à l'orle d'hermine; au second, d'azur à l'orle de lys d'or; sur le tout: un écusson d'or à une branche de buis de sinople. (Partito: nel 1º d'argento, all'orlatura d'armellino; nel 2º d'azzurro, all'orlatura di gigli d'oro; sul tutto uno scudetto d'oro, al ramo di bosso di verde) |
|        | Bonnœuvre D'azur à trois croissants d'or couchés. (D'azzurro, a tre crescenti coricati d'oro) Motto: Auxilium meum a Domino. |
|        | Bouaye D'azur à la quintefeuille d'argent, au franc-canton d'or à la croix de sable et à la plaine d'argent. (D'azzurro, alla quintafoglia d'argento alla pianura dello stesso; al canton franco d'oro, alla croce di nero) |
|        | Bouguenais De gueules à la bande dentelée d'or accompagnée de deux molettes d'éperon du même. (Di rosso, alla banda dentata d'oro, accompagnata da due rotelle di sperone dello stesso) Motto: Ad Alta. (Verso le cose elevate) (Simbolo di generosità) |
|        | Bourgneuf-en-Retz D'azur au navire équipé et habillé d'or, la voile chargée d'une croix de sable, voguant sur une mer d'argent mouvant de la pointe; au chef de gueules chargé de trois merlons de sel d'argent terrassé de sinople. (D'azzurro, alla nave equipaggiata e fornita d'oro, con la vela caricata di una croce di nero, navigante su un mare d'argento, movente dalla punta; al capo di rosso, caricato di tre collinette di sale d'argento terrazzate di verde) |
|        | Boussay Écartelé d'azur et d'or: au premier, à un ostensoir d'or; au deuxième, à une fleur de lys d'azur; au troisième, à une navette aussi d'azur; au quatrième, à une gerbe de blé d'or; au chef d'hermine. (Inquartato d'azzurro e d'oro: nel 1º all'ostensorio d'oro; nel 2º al giglio d'azzurro; nel 3º alla spola da telaio pure d'azzurro; nel 4º al covone di grano d'oro; il tutto al capo d'armellino) Motto: Labor Et Libertas. |
|        | Bouvron De sinople au chevron d'or accompagné en chef de deux castors assis affrontés et en pointe d'une épée tombante posée en pal, le tout d'argent ; au chef d'argent chargé de neuf mouchetures d'hermine de sable posées 5 et 4. (Di verde, allo scaglione d'oro, accompagnato in capo da due castori seduti e affrontati e, in punta, da una spada cadente posta in palo, il tutto d'argento; al capo d'argento, caricato di nove moscature d'armellino di nero, poste 5 e 4). |
|        | Brains D'or à l'aigle essorante de sable, la tête senestrée, soutenue d'une divise ondée d'azur en pointe. (D'oro, all'aquila sorante di nero, la testa volta a sinistra, sostenuta da una divisa ondata d'azzurro, posta in punta) |

## C
| Stemma | Nome del comune e blasonatura |
| ------ | --- |
|        | Campbon De gueules à trois fasces échiquetées d'argent et d'azur; à la bordure d'argent chargée de sept mouchetures d'hermine posées 3, 2 et 2. (di rosso, a tre fasce scaccate d'argento e d'azzurro; alla bordura d'argento caricata di sette moscature d'armellino poste 3, 2 e 2) |
|        | Carquefou De gueules, au chêne arraché de sinople glandé d'or; au chef d'hermine. (di rosso, alla quercia sradicata di verde ghiandifera d'oro; al capo d'armellino) (arma parlante: la quercia di verde richiama il nome della città: Carquefou deriva dal latino Quercufolio, Quarquefolio: "quercia verde"). Motto: Quercus foliata semper virens ("la quercia ricca di foglie è sempre verde"). |
|        | Casson D'argent à trois chouettes de sable, becquées, membrées et allumées de gueules. (d'argento, a tre civette di nero, imbeccate, membrate e allumate di rosso) (arma parlante della famiglia Courson, il cui nome deriva da catheu, "civetta" in lingua normanna) |
|        | Le Cellier De gueules à une grappe de raisin d'or, accostée de deux bourdons de pèlerin d'argent, et soutenue d'une burelle ondée du même; au chef d'hermine. (di rosso, all'grappolo d'uva d'oro, accostato da due bordoni da pellegrino d'argento, e sostenuto da una burella ondata dello stesso; al capo d'armellino) Motto: Vino Et Aspectu Juvat. |
|        | La Chapelle-Basse-Mer D'hermine à la bordure de gueules et d'un lambel d'azur en chef. (d'armellino alla bordura di rosso, al labello d'azzurro in capo) |
|        | La Chapelle-des-Marais Tiercé en pairle: au premier, d'or à un salais de sable posé en pal ; au deuxième, de gueules au panier tressé d'or posé en pointe; au troisième, de sinople au sabot aussi d'or posé en pointe; sur le tout d'argent au rencontre de bœuf de sable. (interzato in pergola: nel 1º d'oro, alla pala per il sale di nero posta in palo; nel 2º di rosso, al paniere intrecciato d'oro posto in punta; nel 3º di verde, allo zoccolo pure d'oro posto in punta; sul tutto d'argento, al riscontro di bue di nero) |
|        | La Chapelle-Glain Écartelé d'azur et de gueules : au premier, à un épi de blé ; au deuxième, à un moulin à vent ; au troisième, à une roue dentée ; au quatrième, au chevron engrelé, tous d'or ; sur le tout de sinople à la foi d'argent. (inquartato d'azzurro e di rosso: nel 1º alla spiga di grano; nel 2º al mulino a vento; nel 3º alla ruota dentata; nel 4º allo scaglione spinato; il tutto d'oro; sul tutto di verde, alla fede d'argento) |
|        | La Chapelle-Heulin D'hermine à la fasce alésée de gueules chargée d'une fleur de lys d'or. (d'armellino, alla fascia scorciata di rosso, caricata di un giglio d'oro) |
|        | La Chapelle-Launay Coupé : au premier, échiqueté d'argent et de gueules, les points d'argent chargés chacun d'une moucheture d'hermine de sable ; au second, parti : au premier, d'azur à une couronne marquisale d'or, et au second, d'argent à une branche d'aulne de sinople posée en barre ; à la plaine fascée ondée d'argent et d'azur de quatre pièces brochant sur le parti. (troncato: nel 1º scaccato d'argento e di rosso, i punti d'argento caricati ciascuno di una moscatura d'armellino di nero; nel 2º partito: in I d'azzurro, alla corona marchionale d'oro; in II d'argento, al ramo d'olmo di verde posto in sbarra; alla pianura fasciata ondata d'argento e d'azzurro di quattro pezzi attraversante sul partito)                                      |
|        | La Chapelle-Saint-Sauveur D'or à trois jumelles d'azur en bande, à la bordure d'argent. (d'oro, a tre gemelle d'azzurro poste in banda; alla bordura d'argento) |
|        | La Chapelle-sur-Erdre D'azur à la roue de Sainte-Catherine d'argent ; au chef d'argent chargé d'une croix ancrée de gueules accompagnée de deux mouchetures d'hermine de sable. (d'azzurro, alla ruota di Santa Caterina d'argento; al capo d'argento, caricato di una croce ancorata di rosso, accompagnata da due moscature d'armellino di nero) |
|        | Châteaubriant parti : au premier, d'azur aux trois fleurs de lys d'or et au bâton péri en bande de gueules ; au second, d'hermine plain ; sur le tout, un écusson de gueules semé de fleurs de lys d'or. (partito: nel 1º d'azzurro, a tre gigli d'oro col bastone scorciato in banda di rosso; nel 2º d'armellino pieno; sul tutto di rosso seminato di gigli d'oro) Antico stemma di Châteaubriant (prima del 1250): De gueules semé de fleurs de lys d'or (di rosso seminato di gigli d'oro). |
|        | Château-Thébaud De sable au croissant d'or accompagné de trois croisettes ancrées d'argent, 2 et 1. (di nero, al crescente d'oro accompagnato da tre crocette ancorate d'argento, 2 e 1) |
|        | Chauvé Écartelé : au premier, de gueules au croissant d'argent à trois mouchetures d'hermine de sable et au chef d'or ; au deuxième, au cœur croiseté de gueules ; au troisième, d'or à une perche de sinople posée en bande ; au quatrième, d'azur à l'église au clocher brisé d'or ; sur le tout, une croix haussée et amincie de sable chargée en abîme d'un sautoir d'argent. (inquartato: nel 1º di rosso, al crescente d'argento caricato di tre moscature d'armellino di nero, al capo d'oro; nel 2º d'argento, al cuore crociato di rosso; nel 3º d'oro, alla pertica di verde posta in banda; nel 4º d'azzurro, alla chiesa col campanile rotto d'oro; sul tutto una croce alzata e ristretta di nero, caricata in cuore da un decusse d'argento) Motto: Tous unis. |
|        | Cheix-en-Retz De sinople à la rivière d'argent posée en barre accompagnée à dextre en chef d'une chapelle d'or et à senestre en pointe d'une grappe de raisin tigée, feuillée et branchée du même. (di verde, al fiume d'argento posto in sbarra, accompagnato in capo a destra da una cappella d'oro e in punta a sinistra da un grappolo d'uva fustato, fogliato e ramoso dello stesso) |
|        | Chéméré D'argent à la croix alésée de gueules cantonnée de quatre rencontres de bœuf de sable. (d'argento, alla croce scorciata di rosso, accantonata da quattro riscontri di bue di nero) |
|        | La Chevrolière D'or au chevreuil passant de sable posé sur une terrasse de sinople ; au chef d'azur chargé d'un brochet d'argent accompagné de deux fleurs de nénuphars du même feuillées d'or. (d'oro, al capriolo passante di nero, posato su una terrazza di verde; al capo d'azzurro, caricato di un luccio d'argento accompagnato da due fiori di ninfea dello stesso fogliati d'oro) (arma parlante: il capriolo (chevreuil) ricorda il nome della città) Motto: Aqua Et Terra Nobis Sunt Propitiae. (L'acqua e la terra ci sono propizie) |
|        | Clion-sur-Mer (Comune di Pornic) De sinople à la barre d'argent chargée de trois mouchetures d'hermine de sable et accompagnée de deux tours-carillons aussi d'argent, l'une en chef, l'autre en pointe. (di verde, alla sbarra d'argento caricata di tre moscature d'armellino di nero e accompagnata da due torri campanarie (?) pure d'argento, una in capo e l'altra in punta) |
|        | Clisson De gueules au lion d'argent, couronné, lampassé et armé d'or. (di rosso, al leone d'argento, coronato, lampassato e armato d'oro) Motto: Pour ce qu'il plest. (Motto di Olivier I di Clisson, motto della banderuola posta sotto lo stemma originale di Olivier IV di Clisson). |
|        | Conquereuil D'azur à une flèche tombante d'argent ; au chef d'hermine. (d'azzurro, alla freccia cadente d'argento; al capo d'armellino) |
|        | Corcoué-sur-Logne De sinople aux façades d'argent des trois églises du lieu, posées une champagne de sable chargée d'une d'ondée d'or. (di verde, alla facciate d'argento di tre chiese locali, fondate su una campagna di nero caricata di una divisa ondata d'oro) |
|        | Cordemais De sinople à l'éclair d'or mouvant du chef et soutenu d'une mer d'azur ; au chef d'hermine. (di verde, al fulmine d'oro movente dal capo e sostenuto da un mare d'azzurro; al capo d'armellino) |
|        | Corsept D'azur aux sept cœurs d'or posés trois, deux, un et un. (d'azzurro, a sette cuori d'oro, posti 3, 2, 1, 1) (arma parlante: i sette cuori ricordano il nome della città: Corpus Septimum : « Septième Corps », che indica la settima parrocchia costituita lungo la Loira da San Martino di Vertou). |
|        | Couffé Taillé de sinople à une couffe d'or et de gueules à deux clefs d'or passées en sautoir, une divise en barre ondée d'argent brochant sur la partition ; au chef cousu d'azur à la croix cannelée d'argent. (tagliato di verde, al paniere da pescatore d'oro, e di rosso, a due chiavi d'oro passate in decusse; una divisa ondata d'argento posta in sbarra e attraversante sulla partizione; al capo cucito d'azzurro, alla croce cannellata d'argento) (arma parlante: la couffe, paniere del pescatore, richiama il nome della città) |
|        | Le Croisic D'argent à la croix de gueules cantonnée de quatre mouchetures d'hermine de sable. (d'argento, alla croce di rosso, accantonata da quattro moscature d'armellino di nero) Motto: Crociliacis Signum Insigna. |
|        | Crossac Écartelé : au premier, d'hermine plain ; au deuxième, de gueules à la demie crosse d'or posée en pal ; au troisième, de sinople au dolmen d'argent ; au quatrième, échiqueté d'or et d'azur. (inquartato: nel 1º d'armellino pieno; nel 2º di rosso, al mezzo pastorale d'oro posto in palo; nel 3º di verde, al dolmen d'argento; nel 4º scaccato d'oro e d'azzurro) Incongruenza tra disegno e blasonatura: il pastorale è completo e lo scaccato è di quattro file e altrettanti tiri. è scaccato d'azzurro e d'oro e non viceversa. |

## D
| Stemma | Nome del comune e blasonatura |
| ------ | --- |
|        | Derval Écartelé d'hermine et d'argent à deux fasces de gueules. (inquartato d'armellino e d'argento a due fasce di rosso) Motto: Sans plus. (motto degli antichi signori di Derval).                                                      |
|        | Donges Échiqueté d'or et d'azur. (scaccato d'oro e d'azzurro) Motto: Ad Rivum Ligeris Labore Nobile Potens Semper Eris. (sulle rive della Loira, con il lavoro che ti nobilita, sarai sempre forte.) (motto aggiunto da M. Robert Louis.) |
|        | Drefféac De gueules à neuf quartefeuilles d'or posées 3, 3 et 3. (di rosso, a nove quartefoglie d'oro poste 3, 3 e 3) |

## E
| Stemma | Nome del comune e blasonatura |
| ------ | --- |
|        | Erbray D'azur à deux fasces d'or et deux pals de sable brochant sur le tout. (d'azzurro, a due fasce d'oro, a due pali di nero attraversanti) |

## F
| Stemma | Nome del comune e blasonatura |
| ------ | --- |
|        | Fay-de-Bretagne Parti : au 1er d'argent au hêtre de sinople accompagné de sept mouchetures d'hermine de sable, trois rangées en chef et quatre en pointe, ordonnées 2 et 2, au 2e de gueules au croissant de vair. (partito: nel 1º d'argento, al faggio sradicato di verde, accompagnato da sette moscature d'armellino di nero, tre in capo e quattro in punta ordinate 2 e 2; nel 2º di rosso, caricato di un crescente di vaio) Motto: Fac semper vir ("Agisci sempre come un uomo")                                                                                         |
|        | Fégréac De sable à trois fleurs de lys d'argent; au chef cousu d'azur chargé de trois besants d'or. (di nero, a tre gigli d'argento; al capo cucito d'azzurro, caricato di tre bisanti d'oro) |
|        | Fercé De gueules fretté d'hermine. (di rosso cancellato d'armellino) |
|        | Fresnay-en-Retz D'or à un frêne de sable terrassé du même. (d'oro, al frassino di nero terrazzato dello stesso) (arma parlante: il frassino (frêne) simboleggia il frassineto (frênaie) che evoca il nome della città) |
|        | Le Fresne-sur-Loire De sable à un frêne d'argent terrassé du même ; au chef de gueules à la croix aussi d'argent soutenue d'une divise ondée du même, la croix chargée d'une moucheture d'hermine du champ. (di nero, al frassino d'argento terrazzato dello stesso; al capo di rosso, alla croce pure d'argento sostenuto da una divisa ondata dello stesso, la croce caricata di una moscatura d'armellino del campo) (arma parlante: il frassino (frêne) ricorda il nome della città)                                                                                         |
|        | Frossay D'or à la croix de sable cantonnée : au premier, d'une corbeille de sable rayée d'or ; au deuxième, d'une nef de sable contournée, équipée de gueules ; au troisième, d'une grappe de raisins de gueules soulignés d'or, tigée de sable ; au quatrième, de deux clés de sable passées en sautoir. (d'oro, alla croce di nero accantonata: nel 1º da una cesta di nero screziata d'oro; nel 2º da una nave di nero, rivoltata, fornita di rosso; nel 3º da un grappolo d'uva di rosso, disegnata d'oro e fustata di nero; nel 4º a due chiavi di nero passate in decusse) |

## G
| Stemma | Nome del comune e blasonatura |
| ------ | --- |
|        | Le Gâvre D'hermine à la fasce d'azur chargée de trois fleurs de lys d'or. (d'armellino, alla fascia d'azzurro, caricata di tre gigli d'oro) |
|        | Geneston De sable à l'agneau pascal d'argent portant bannière du même avec une croisette de gueules, accompagné en chef à dextre d'une étoile d'or. (di nero, all'agnello pasquale d'argento, recante una bandiera dello stesso con una crocetta di rosso, accompagnato in capo a destra da una stella d'oro) |
|        | Gétigné De gueules à un épi de blé posé en pal, adextré de trois autres épis tigés, ployés l'un sur l'autre, les quatre croisant leurs tiges en nombril ; senestré de trois navettes en barre, posées 2 et 1, la première tarée de profil, sa gorge de chasse tournée vers le chef ; la seconde vue par dessus, sa canette nourrie ; la troisième mouvant du centre, retournée, ses deux lumières ajourées du champ. De la canette de la seconde navette essort un fil passant sous la troisième navette, formant une boucle autour des tiges d'épis de blé et joignant la pointe de la quatrième tige à senestre, le tout d'or ; au chef cousu de sable chargé de cinq mouchetures d'hermine d'argent. (di rosso, alla spiga di grano posta in palo, addestrata da altre tre spighe fustate, inclinate l'una sull'altra, tutte e quattro incrociano i loro steli in ombelico; sinistrate da tre navette da telaio poste in sbarra, poste 2 e 1, la prima posta di profilo, con la gorge de chasse rivolta verso il capo; la seconda vista dall'alto, con la bobina alimentata; la terza movente dal centro, rivoltata, con i due fori aperti del campo. Dalla bobina della seconda navetta esce un filo che passa sotto la terza navetta. forma un cappio intorno agli steli delle spighe di grano e raggiunge la punta del quarto stelo a sinistra, il tutto d'oro: al capo cucito di nero, caricato di cinque moscature d'armellino d'argento) |
|        | Gorges parti de gueules et d'or à la croix fleuronnée d'hermine brochant, cantonnée : au premier, d'un lion d'argent, couronné, lampassé et armé d'or ; au deuxième, d'un pic de mineur d'azur ; au troisième, d'une grappe de raisins d'argent tigée d'or ; au quatrième, d'une fleur de lys d'azur au pied nourri. (partito di rosso e d'oro, alla croce bocciolata d'armellino attraversante, accantonata: nel 1º, da un leone d'argento, coronato, lampassato e armato d'oro; nel 2º, da un piccone da minatore d'azzurro; nel 3º, da un grappolo d'uva d'argento fustato d'oro; nel 4º, da un giglio dal piè nodrito d'azzurro) Incongruenza tra disegno e blasonatura: la croce è ancorata e non bocciolata. |
|        | Grand-Auverné De gueules au chevron d'or accompagné de trois fleurs de lys du même ; au chef d'hermine. (di rosso, allo scaglione d'oro accompagnato da tre gigli dello stesso; al capo d'armellino) Motto: Pax Et Bonum. |
|        | Grandchamp-des-Fontaines De sinople à la cotice en barre d'argent, accompagnée en chef d'un épi de blé feuillé et en pointe d'une fontaine, le tout d'argent ; au chef d'argent à la mâcle de gueules accompagnée de deux mouchetures d'hermine de sable. (di verde, alla cotissa in sbarra d'argento, accompagnata in capo da una spiga di grano fogliata e, in punta, da una fontana, il tutto d'argento; al capo d'argento, alla losanga forata di rosso, accompagnata da due moscature d'armellino di nero) Motto: Traditions et progrès. |
|        | Guémené-Penfao parti : au premier, de gueules à la croix tréflée d'or ; au second, d'azur à un arbre arraché d'argent ; au chef d'hermine. (partito: nel 1º di rosso, alla croce trifogliata d'oro; nel 2º d'azzurro, all'albero sradicato d'argento; al capo d'armellino) Motto: Aime Dieu et fais ce que doit. |
|        | Guenrouet D'azur à une église d'argent terrassée de sinople, la terrasse chargée d'une divise ondée d'argent surchargée de trois poissons de gueules. (d'azzurro, alla chiesa d'argento terrazzata di verde, la terrazza caricata da una divisa ondata d'argento sovraccaricata da tre pesci di rosso) Motto: Diruta Restitui. (motto dell'abate L. Verger.) |
|        | Guérande D'argent à quinze mouchetures d'hermine de sable ordonnées 5, 4, 3, 2 et 1. (d'argento, aquindici moscature d'armellino di nero, ordinate 5, 4, 3, 2 e 1) Secondo Victor Adolphe Malte-Brun, le armi di Guérande sono: de gueules, à deux lions passants d'argent. (di rosso, a due leoni passanti d'argento) Altra blasonatura conosciuta (contemporanea della precedente) : de gueules, à deux lions passants d'argent, au chef d'hermine. (di rosso, a due leoni passanti d'argento, al capo d'armellino) |

## H
| Stemma | Nome del comune e blasonatura |
| ------ | --- |
|        | Haute-Goulaine D'or au château flanqué de deux échauguettes de sable, ouvert et ajouré du champ, soutenu d'une divise ondée d'azur ; en pointe, une grappe de raisin pamprée de sinople ; au chef d'hermine. (d'oro, al castello fiancheggiato da due torrette di guardia di nero, aperto e finestrato del campo, sostenuto da una divisa ondata d'azzurro; in punta un grappolo d'uva pampinoso di verde; al capo d'armellino) |
|        | La Haie-Fouassière D'azur à la barre ondée accompagnée à dextre d'une grappe de raisins feuillée, à senestre d'une fouace, le tout d'or ; au chef d'hermine. (d'azzurro, alla sbarra ondata accompagnata a destra da un grappolo d'uva fogliato, a sinistra da una focaccia di Nantes (fouace nantaise), il tutto d'oro; al capo d'armellino)                                                                                   |
|        | Herbignac De sinople au château d'or donjonné de trois tours, crénelé, maçonné et ouvert de sable ; à la bordure gironnée d'or et d'azur de huit pièces. (di verde, al castello d'oro torricellato di tre torri, merlato, murato e aperto di nero; alla bordura gheronata d'oro e d'azzurro di otto pezzi) |
|        | Héric D'argent à la bande de sable chargée de trois molettes d'éperon d'or. (d'argento, alla banda di nero caricata di tre rotelle di sperone d'oro) |

## I
| Stemma | Nome del comune e blasonatura |
| ------ | --- |
|        | Indre De gueules à une galère d'argent voguant sur une mer du même ; au chef aussi d'argent chargé du mot « INDRE » en majuscules de sable. (di rosso, alla galera d'argento navigante su un mare dello stesso; al capo pure d'argento caricato della parola « INDRE » in lettere maiuscole di nero) Incongruenza tra disegno e blasonatura: la nave non è una galera. |
|        | Issé De gueules au bœuf d'or, la queue passée entre les pattes, relevée et fourchue. (di rosso, al bue d'oro, la coda passata tra le gambe, rialzata e biforcata) |

## J
| Stemma | Nome del comune e blasonatura |
| ------ | --- |
|        | Jans De vair écartelé d'hermine, à l'écusson de gueules en cœur à une fleur de lys d'or. (di vaio inquartato d'armellino, allo scudetto di rosso in cuore, al giglio d'oro) Motto: Vif a tout heurt. |
|        | Joué-sur-Erdre D'or à la bande ondée d'azur. (d'oro, alla banda ondata d'azzurro) |
|        | Juigné-des-Moutiers D'argent au chêne de sinople, le fût traversé par un sanglier de sable. (d'argento, alla quercia di verde, col fusto attraversato da un cinghiale di nero)                       |

## L
| Stemma | Nome del comune e blasonatura |
| ------ | --- |
|        | Le Landreau Parti : au premier, d'azur à deux haméïdes d'or, au chef de gueules chargé de trois étoiles d'argent ; au second, d'argent à l'aigle bicéphale de sable, becquée et membrée d'or. (partito: nel 1º d'azzurro, a due amaidi d'oro, al capo di rosso caricato di tre stelle d'argento; nel 2º d'argento, all'aquila bicipite di nero, rostrata e membrata d'oro) Motto: Spes Et Fides. |
|        | Legé Coupé : au premier, d'azur à un château d'or maçonné, ouvert et ajouré de sable, mouvant du coupé ; au second, de pourpre à trois fleurs de lys d'argent posées en fasce. (troncato: nel 1º d'azzurro, al castello d'oro, murato, aperto e finestrato di nero, movente dalla partizione; nel 2º di porpora, a tre gigli d'argento ordinati in fascia)                                       |
|        | Ligné D'or à l'arbre arraché de sinople, au chef d'hermine ; à la bordure de gueules chargée de quinze besants d'argent. (d'oro, all'albero sradicato di verde, al capo d'armellino; alla bordura di rosso caricata di quindici bisanti d'argento) Motto: Fidelis Ac Firmus Ut Lignum. |
|        | La Limouzinière parti : au premier, de sinople au lion d'or couronné, lampassé et armé de gueules ; au second, d'or à trois tourteaux de gueules ; enté en pointe d'argent coupé d'azur. (partito: nel 1º di verde, al leone d'oro, coronato, armato e lampassato di rosso; nel 2º d'oro, a tre tortelli di rosso; innestato in punta d'argento troncato d'azzurro)                              |
|        | Le Loroux-Bottereau Palé contre-palé d'argent et d'azur, à deux chevrons d'or brochant sur le tout. (palato e contropalato d'argento e d'azzurro, a due scaglioni d'oro attraversanti) Motto: Fortes In Bello, In Fide Autem Fortiore. |
|        | Louisfert D'or semé de fers de lance de sable ; en abîme, un écusson de gueules à deux clefs adossées d'argent. (d'oro seminato di punte di lancia di nero; in cuore uno scudetto di rosso a due chiavi addossate d'argento) Motto: Ferreus Si Locus Aureum Cor. |
|        | Lusanger D'argent à deux tourteaux de gueules soutenus d'un croissant d'azur. (d'argento, a due torte di rosso sostenute da un crescente d'azzurro) |

## M
| Stemma | Nome del comune e blasonatura |
| ------ | --- |
|        | Machecoul D'argent à trois chevrons de gueules. (d'argento, a tre scaglioni di rosso) |
|        | Maisdon-sur-Sèvre De gueules à une jumelle ondée accompagnée en chef d'une moucheture d'hermine et en pointe d'une grappe de raisin, le tout d'or. (di rosso, alla gemella ondata accompagnata in capo da una moscatura d'armellino e in punta da un grappolo d'uva, il tutto d'oro) |
|        | Malville De gueules à trois mâcles d'or surmontées d'un lambel d'argent. (di rosso, a tre losanghe forate d'oro, sormontate da un lambello d'argento) |
|        | La Marne De gueules au lion d'argent, lampassé et armé d'or. (di rosso, al leone d'argento, armato e lampassato d'oro) |
|        | Marsac-sur-Don De gueules à la divise ployée d'hermine, surmontée d'une crosse et d'un glaive croisés en sautoir, et soutenue d'une pomme feuillée, le tout d'or. (di rosso, alla divisa convessa d'armellino, sormontata da un pastorale e da un gladio passati in decusse, e sostenuta da una mela fogliata, il tutto d'oro) Motto: Bonheur est bon. |
|        | Massérac parti : au premier, de gueules à la crosse d'abbé d'argent ; au second, d'or à la bécassine passante de sable ; au chef d'argent chargé de cinq mouchetures d'hermine de sable. (partito: nel 1º di rosso, al pastorale da abate d'argento; nel 2º d'oro, alla beccaccia passante di nero; al capo d'argento caricato di cinque moscature d'armellino di nero) |
|        | Maumusson Tiercé en pairle renversé : au premier, d'hermine plain ; au deuxième, de sinople au cerf d'or passant ; au troisième, de gueules à la clef d'or et l'épée d'argent garnie aussi d'or passées en sautoir. (interzato in pergola rovesciata: nel 1º d'armellino pieno; nel 2º di verde, al cervo d'oro passante; nel 3º di rosso, alla chiave d'oro e la spada d'argento, guarnita d'oro, passate in decusse) |
|        | Mauves-sur-Loire De pourpre à la champagne d'argent surmontée d'un temple romain du même. (di porpora, alla campagna d'argento sormontata da un tempio romano dello stesso) Motto: Hodie Bona Mala Via Cras Optima. |
|        | La Meilleraye-de-Bretagne De gueules à trois abeilles d'or, 2 et 1 ; au chef d'hermine. (di rosso, a tre api d'oro, 2 e 1; al capo d'armellino) Motto: Concordia Mellis Dulcedo. |
|        | Mésanger D'argent à trois merlettes de sable. (d'argento, a tre merlotti di nero) |
|        | Mesquer De gueules fretté d'or. (di rosso, cancellato d'oro) Motto: À terre et mer fidèle. |
|        | Moisdon-la-Rivière De gueules à la tour d'or ouverte et maçonnée de sable, posée sur un mont d'argent ; au chef d'hermine. (di rosso, alla torre d'oro, aperta e murata di nero, posata su un monte d'argento; al capo d'armellino) Motto: Vigilat Qui Custodit. |
|        | Monnières D'azur à une clé à dextre, à un moulin à vent à senestre, et à un papillon en pointe, le tout d'or, et à l'écusson de gueules à la grappe de raisin d'argent ; au chef d'hermine. (d'azzurro, a una chiave a destra, a un mulino a vento a sinistra, e una farfalla in punta, il tutto d'oro, e allo scudetto di rosso al grappolo d'uva d'argento; al capo d'armellino) (blasonatura ufficiale da confermare) |
|        | La Montagne Coupé : au premier, parti : au premier, d'or à la croix de sable, et au second, de gueules à l'ancre de sable ; au second, d'argent à la fasce ondée d'azur. (semipartito troncato:nel 1º d'oro, alla croce di nero; nel 2º di rosso, all'ancora di nero; nel 3º d'argento, alla fascia ondata d'azzurro) |
|        | Montbert De gueules à une bande d'or chargée d'un lion léopardé de sable, armé et lampassé de gueules ; au chef d'argent chargé de trois épis de blé liés d'un pampre fruité à dextre et feuillé d'une pièce à senestre, accosté à dextre de trois mouchetures d'hermine de sable, ordonnées 2 et 1, et à senestre d'un double cœur vidé et croiseté, le tout de sable. (di rosso, alla banda d'oro caricata di un leone illeopardito di nero, armato e lampassato di rosso; al capo d'argento, caricato di tre spighe di grano legate da un pampino fruttato a destra e fogliato di un pezzo a sinistra, accostate a destra da tre moscature d'armellino di nero, ordinate 2 e 1, e a sinistra da un doppio cuore vuoto e coronato con una croce, il tutto di nero) Particolarità araldica: Il cuore presente nel capo è il tipico simbolo della Vandea. Motto: Majorum Memento Posturas Cura. (Ricordati degli antenati, preoccupati della posterità) |
|        | Montoir-de-Bretagne Taillé : au premier, d'azur à deux avions de chasse d'argent, volant l'un sur l'autre ; au second, de gueules à la roue dentée d'or issant d'une champagne ondée d'argent, à la tige touffe de roseaux des marais au naturel brochant sur le taillé ; le tout sommé d'un chef d'argent chargé de cinq mouchetures d'hermine de sable. (tagliato:nel 1º d'azzurro, a due aerei da caccia d'argento, volanti l'uno sull'altro; nel 2º di rosso, alla ruota dentata d'oro uscente da una campagna ondata d'argento, allo stelo di un ciuffo di canne di palude al naturale attraversante sul tagliato; il tutto cimato da un capo d'argento caricato di cinque moscature d'armellino di nero) Motto: Longius Procedere. |
|        | Montrelais D'or à trois jumelles d'azur posées en bandes. (d'oro, a tre gemelle d'azzurro poste in banda) |
|        | Mouais De gueules à deux crosses adossées, surmontées d'une mitre d'évêque, le tout d'or. (di rosso, a due pastorali addossati, sormontati da una mitra vescovile, il tutto d'oro) |
|        | Les Moutiers-en-Retz De gueules au château d'or, coulissé, ajouré et maçonné de sable, accompagné de trois têtes de crosses aussi d'or, deux en chef et une en pointe ; à la bordure cousue d'azur. (di rosso, al castello d'oro, aperto, finestrato e murato di nero, accompagnato da tre teste di pastorale pure d'oro, due in capo e una in punta; alla bordura cucita d'azzurro) Motto: More Majorum. (secondo il costume dei padri) |
|        | Mouzillon D'azur à un pont antique de quatre arches d'or maçonné de sable, au chef aussi d'or chargé de quatre grappes de raisin de sinople, pamprées de trois feuilles de vigne du même. (d'azzurro, al ponte antico di quattro archi d'oro, murati di nero, al capo pure d'oro caricato di quattro grappoli d'uva di verde, pampinosi di tre foglie di vite dello stesso) Motto: Vinea Mea Dilecta. (o mia vigna diletta) |

## N
| Stemma | Nome del comune e blasonatura |
| ------ | --- |
|        | Nantes De gueules au vaisseau équipé d'or, habillé d'hermine, voguant sur une mer de sinople mouvant de la pointe et ondée d'argent, au chef aussi d'hermine. (di rosso, al vascello equipaggiato d'oro, fornito d'armellino, navigante su un mare di verde movente dalla punta e ondato d'argento, al capo pure d'armellino) Motto: Favet Neptunus Eunti. (Nettuno favorisce il viandante, o Nettuno favorisce la marcia) (Arma parlante: Nantes in latino significa "nuotatori") |
|        | Nort-sur-Erdre De gueules à un chaland contourné peint au naturel voguant sur des ondes d'azur ; au chef d'hermine. (di rosso, a una chiatta al naturale, rivoltata e navigante su onde d'azzurro; al capo d'armellino) |
|        | Notre-Dame-des-Landes Tiercé en pairle renversé : au premier, d'argent à une feuille de chêne de sinople ; au deuxième, de sinople à la Vierge d'argent portant l'Enfant Jésus du même mantelé d'or ; au troisième, d'or à la fleur de bruyère de gueules ; le tout sommé d'un chef parti : au premier, de sable à la molette d'or, et au second, d'argent à une moucheture d'hermine de sable. (interzato in pergola rovesciata: nel 1º d'argento, alla foglia di quercia di verde; nel 2º di verde, alla Vergine d'argento che porta il bambino Gesù dello stesso mantellato d'oro; nel 3º d'oro, al fiore di erica di rosso; il tutto cimato da un capo partito: nel 1º di nero, alla rotella di sperone d'oro; nel 2º d'argento, a una moscatura d'armellino di nero) |
|        | Noyal-sur-Brutz De sinople à la cotice en bande ondée d'argent, accompagnée à senestre en chef d'un arbre arraché d'or et à dextre en pointe d'une croisette du même ; au chef d'argent chargé de trois mouchetures d'hermine de sable. (di verde, alla cotissa in banda ondata d'argento, accompagnata a sinistra in capo da un albero sradicato d'oro e a destra in punta da una crocetta dello stesso; al capo d'argento caricato di tre moscature d'armellino di nero) |
|        | Nozay De gueules à la croix d'or cantonnée de quatre lionceaux du même. (di rosso, alla croce d'oro, accantonata da quattro lioncelli dello stesso) |

## O
| Stemma | Nome del comune e blasonatura |
| ------ | --- |
|        | Orvault De sable à la bande d'argent coticée d'or, au filet ondé d'argent brochant en pointe et au comble d'or. (di nero, alla banda d'argento cotissata d'oro, al filetto ondato d'argento attraversante in punta e al colmo d'oro) |
|        | Oudon De gueules à neuf besants d'or ordonnés 3, 3 et 3. (di rosso, a nove bisanti d'oro 3, 3 e 3) Motto: Quod Numerat Nummos Non Malestricta Domus.                                                                                 |

## P
| Stemma | Nome del comune e blasonatura |
| ------ | --- |
|        | Paimbœuf D'azur au navire équipé d'or, soutenu d'une mer d'argent. (d'azzurro, alla nave equipaggiata d'oro, sostenuta da un mare d'argento) |
|        | Le Pallet D'hermine à la croix pattée de gueules. (d'armellino, alla croce patente di rosso) |
|        | Paulx Coupé : au premier du coupé : parti : au premier, d'argent à une moucheture d'hermine, et au second, d'or à la fleur de lys d'azur ; au second du coupé : de gueules à la calice d'or. (semipartito troncato: nel 1º d'argento, alla moscatura d'armellino di nero; nel 2º d'oro, al giglio d'azzurro; nel 3º di rosso, al calice d'oro) |
|        | Le Pellerin D'azur à la nef équipée et habillée d'or, voguant sur des ondes d'argent mouvant de la pointe, au chef cousu de sinople chargé de trois coquilles aussi d'or, celle du milieu versée. (d'azzurro, alla nave equipaggiata e fornita d'oro, navigante su onde d'argento moventi dalla punta; al capo cucito di verde, caricato di tre conchiglie pure d'oro, quella di centro rovesciata) |
|        | Petit-Auverné De gueules au chevron d'hermine. (di rosso, allo scaglione d'armellino) Motto: Aunus Super Rivos Vernat. |
|        | Petit-Mars D'argent à la fasce ondée d'azur, accompagnée en chef d'un casque antique de légionnaire romain de gueules accosté de deux mouchetures d'hermine de sable, et en pointe de trois croissants aussi de gueules ordonnés 2 et 1, celui en pointe renversé. (d'argento, alla fascia ondata d'azzurro, accompagnata in capo da un elmo antico da legionario romano di rosso, accostato da due moscature d'armellino di nero, e in punta da tre crescenti pure di rosso ordinati 2 e 1, quello in punta rovesciato) Motto: Égale aux aïeux. |
|        | Piriac-sur-Mer De sable à la bande d'or. (di nero, alla banda d'oro) Motto: Retineat Et Salvet. |
|        | La Plaine-sur-Mer D'azur aux six poissons d'argent posés en fasce 2, 2 et 2 ; au chef d'or chargé d'un pétoncle de sable veiné d'argent. (d'azzurro, a sei pesci d'argento posti in fascia e ordinati 2, 2 e 2; al capo d'oro caricato di un pettine (conchiglia) di nero, venato d'argento) |
|        | La Planche D'argent à l'aigle éployée au vol abaissé de sable, le bec clos, surmontée à dextre d'une moucheture d'hermine de sable, à senestre d'une fleur de lys d'azur, et en pointe d'une navette de tisserand d'azur. (d'argento, all'aquila spiegata dal volo abbassato di nero, col becco chiuso, sormontata a destra da una moscatura d'armellino di nero, a sinistra da un giglio d'azzurro, e in punta da una navetta da telaio d'azzurro) Motto: Non Superba, Sed Hospita. |
|        | Pontchâteau De vair chargé de trois croissants de gueules ordonnés 2 et 1. (di vaio, caricato di tre crescenti di rosso) |
|        | Pont-Saint-Martin Coupé d'azur et d'argent, au pont d'or brochant, souligné et maçonné de sable, au moine issant tenant une truelle en sa dextre, accompagné en chef à dextre d'une mâcre (châtaigne d'eau) et à senestre d'une fleur de lys, le tout d'or. (troncato d'azzurro e d'argento, al ponte d'oro attraversante, disegnato e murato di nero, al monaco uscente e tenente una cazzuola con la destra, accompagnato in capo a destra da una trapa (castagna d'acqua) e a sinistra da un giglio, il tutto d'oro) Motto: Ponte Unionem Facio. |
|        | Pornic Tiercé en pairle renversé : au premier de sinople à la cotice en barre abaissée accompagnée en chef à dextre de la tour carillon de l'église du Clion, le tout d'argent ; au second coupé ondé au I d'azur à la Vierge à l'Enfant d'or tenant un oculus d'argent de Sainte Marie et mouvant de la partition, au II de gueules à un porc-épic d'argent, à la trangle ondée d'argent brochant sur la partition ; au troisième d'azur à une ancre de marine posée en bande et à un fût de canon posé en barre brochant, le tout d'or surmonté d'une étoile du même et accosté de deux mouchetures d'hermine d'argent ; à deux fois parées d'or posées en chevron brochant sur les lignes de partition et brochant sur le tout, au demi-pal d'argent terminé en pointe d'écusson, mouvant du chef et chargé en pointe d'un écusson d'or à la croix de sable surmonté de deux mouchetures d'hermine de sable l'une sur l'autre. (interzato in pergola rovesciata: nel 1º di verde, alla cotissa in sbarra abbassata, accompagnata in capo a destra dalla torre col carillon della chiesa di Clion, il tutto d'argento; nel 2º troncato ondato: in I d'azzurro, alla Vergine col Bambino d'oro tenente un oculo d'argento di Santa Maria, movente dalla partizione, in II di rosso, al porcospino d'argento, alla trangla ondata d'argento attraversante sulla partizione; nel 3º d'azzurro, all'ancora navale posta in banda e al fusto di cannone posto in sbarra attraversante, il tutto d'oro, sormontato da una stella dello stesso e accostato da due moscature d'armellino d'argento; a due fedi d'oro poste in scaglione attraversante sulle linee di partizione; attraversante sul tutto un mezzo palo ritirato in capo, terminante a punta di scudo e caricato in punta da uno scudetto d'oro alla croce di nero, sormontato da due moscature d'armellino di nero poste l'una sull'altra) |
|        | Pornichet D'azur à un rocher d'argent issant d'une mer d'azur cousue d'argent mouvant de la pointe, au chef d'argent chargé d'un pin au naturel terrassé de sinople et accompagné de deux coquilles de gueules. (d'azzurro, alla roccia d'argento uscente da un mare d'azzurro cucito d'argento movente dalla punta; al capo d'argento caricato di un pino al naturale terrazzato di verde e accompagnato da due conchiglie di rosso) Motto: Nanti Neptunus Favet Amicus. (L'amico Nettuno favorisce il nuotatore) |
|        | Port-Saint-Père De gueules à la fasce crénelée d'argent, accompagnée en chef d'une clé d'or posée en fasce, et d'une moucheture d'hermine de sable en pointe. (di rosso, alla fascia merlata d'argento, accompagnata in capo da una chiave d'oro posta in fascia, e da una moscatura d'armellino di nero in punta) |
|        | Le Pouliguen D'azur à la nef contournée d'or, habillée et gréée du même, voguant sur une tierce ondée d'argent, au chef d'hermine. (d'azzurro, alla nave rivoltata d'oro, fornita e armata (gréée?) dello stesso, navigante su una terza ondata d'argento; al capo d'armellino) Motto: Duc In Altum. |
|        | Préfailles Taillé : au premier, de gueules au mouton d'or à la tête contournée ; au second, de sinople au dauphin aussi d'or ; à l'ancre d'argent surmonté d'un triangle dans le sens de la barre du même, posée en barre brochant sur la partition ; et au chef aussi d'argent chargé de cinq mouchetures d'hermine de sable. (tagliato: nel 1º di rosso, al montone d'oro con la testa rivoltata; nel 2º di verde, al delfino pure d'oro; all'ancora d'argento sormontata da un triangolo nel senso della sbarra dello stesso, posta in sbarra attraversante sulla partizione; al capo pure d'argento caricato di cinque moscature d'armellino di nero) Motto: Qui y mouille y reste. |
|        | Prinquiau Contre-vairé d'or et de gueules, au chef d'azur chargé d'une ombre de soleil d'or issant. (controvaiato d'oro e di rosso, al capo d'azzurro caricato di un'ombra di sole d'oro nascente) Motto: Prope Ab Aqua Du Noque Conjoncti. |
|        | Puceul De gueules à la fontaine d'argent, accostée de deux haches antiques adossées d'or, au chef de vair de deux tires. (di rosso, alla fontana d'argento, accostata da due asce antiche addossate d'oro; al capo di vaio di due file) |

## R
| Stemma | Nome del comune e blasonatura |
| ------ | --- |
|        | La Regrippière De gueules au calice d'or d'où sort un serpent ondoyant de sinople, surmonté d'un dextrochène à la main imposante de carnation, habillé aussi d'or, mouvant du flanc senestre. (di rosso, al calice d'oro da cui esce una serpe ondeggiante di verde, sormontato da un destrocherio che impone la mano di carnagione, vestito pure d'oro, movente dal fianco sinistro) |
|        | Remouillé Coupé : au premier, d'argent à la croix pattée accostée à dextre d'une étoile, le tout de gueules ; au second, de gueules au château d'or maçonné et ouvert d'azur, accompagné de deux mouchetures de contre-hermine d'argent. (troncato: nel 1º d'argento, alla croce patente accostata a destra da una stella, il tutto di rosso; nel 2º di rosso, al castello d'oro, murato e aperto d'azzurro, accompagnato da due moscature di contrarmellino d'argento) Motto: Dominari Nec Minari. (Surplomber n'est pas menacer.) |
|        | Rezé D'azur à la nef d'or équipée du même, habillée d'hermine, voguant sur des ondes de sinople, au chef losangé de gueules et d'argent, chaque losange d'argent chargé de quatre burelles d'azur. (d'azzurro, alla nave d'oro equipaggiata dello stesso, fornita d'armellino, navigante su onde di verde; al capo losangato di rosso e d'argento, ogni losanga d'argento caricata di quattro burelle d'azzurro) Motto: Ratiatum. Respecte ton passé, assure ton avenir.                                                            |
|        | Riaillé De sinople à la barre ondée accompagnée d'un phéon en chef à dextre et d'un épi de blé en pointe à sénestre, le tout d'argent. (di verde, alla banda ondata accompagnata da un feone in capo a destra e da una spiga di ramo in punta a sinistra, il tutto d'argento) Motto: Travail et loisirs. |
|        | Rouans D'argent à la roue d'horloge de sable. (d'argento, alla ruota d'orologio di nero) |
|        | Rougé De gueules à la croix pattée alésée d'or. (di rosso, alla croce patente scorciata d'oro) Motto: Rougé rugit mais ne rougit. |
|        | La Rouxière D'or à la fasce échiquetée d'argent et de gueules de deux tires, accompagnée en chef de deux pics de mineurs passés en sautoir et en pointe d'un épi de blé feuillé, le tout de sable. (d'oro, alla fascia scaccata d'argento e di rosso di due tiri, accompagnata in capo da due picconi da minatore passati in decusse e, in punta, da una spiga di grano, il tutto di nero) |
|        | Ruffigné De gueules au chevron d'argent accosté de deux fleurs de lys, et d'un arbre coupé en pointe, le tout d'or ; au chef d'hermine. (di rosso, allo scaglione d'argento, accostato da due gigli e da un albero troncato in punta, il tutto d'oro; al capo d'armellino) |

## S
| Stemma | Nome del comune e blasonatura |
| ------ | --- |
|        | Saffré D'azur aux trois croix fleurdelysées d'or, au chef du même. (d'azzurro, a tre croci gigliate d'oro, al capo dello stesso) |
|        | Saint-Aignan-Grandlieu De gueules à la bande d'argent accompagnée de trois trèfles du même, deux en chef et un en pointe. (di rosso, alla banda d'argento accompagnata da tre trifogli dello stesso, due in capo e uno in punta) |
|        | Saint-André-des-Eaux D'azur au sautoir d'argent chargé d'une moucheture d'hermine de sable et cantonné de quatre merlettes d'or. (d'azzurro, alla croce di Sant'Andrea d'argento, caricata di una moscatura d'armellino di nero, e accantonata da quattro merlotti d'oro) Motto: Un coin de terre te sourit. |
|        | Saint-Aubin-des-Châteaux D'argent à la croix ancrée accostée en chef à dextre d'une moucheture d'hermine et en pointe à senestre d'une fleur de lys, le tout de gueules. (d'argento, alla croce ancorata accostata in capo a destra da una moscatura d'armellino e, in punta a sinistra, da un gigli, il tutto di rosso) |
|        | Saint-Brévin-les-Pins Écartelé en sautoir : au premier, d'azur chargé d'un écusson d'or à la croix de sable ; au deuxième, d'or à l'écureuil assis de gueules ; au troisième, aussi d'or au pin coupé de sinople au tronc de sable ; au quatrième, d'azur à la nef équipée et habillée d'argent voguant sur une mer du même mouvant de la pointe. (inquartato in decusse: nel 1º d'azzurro, caricato di uno scudetto d'oro alla croce di nero; nel 2º d'oro, allo scoiattolo seduto di rosso; nel 3º pure d'oro, al pino troncato di verde, fustato di nero; nel 4º d'azzurro, alla nave equipaggiata e fornita d'argento, navigante su un mare dello stesso movente dalla punta) Motto: Tibi Rident Aequora Ponti. |
|        | Saint-Colomban Écartelé : au premier, de sinople aux deux burelles ondées d'azur côtoyées d'argent ; au deuxième, d'argent au buste de Saint Colomban de carnation mitré et vêtu d'or et senestré d'une crosse contournée du même ; au troisième, aussi d'argent au cœur croiseté de gueules ; au quatrième, de sinople à la grappe de raisin d'or brochant sur trois épis de blé du même croisés en barre. (inquartato: nel 1º di verde, a due burelle ondate d'azzurro cotissate d'argento; nel 2º d'argento, al busto di San Colombano di carnagione, mitrato e vestito d'oro a sinistrato da un pastorale rivoltato dello stesso;nel 3º pure d'argento, al cuore crociato di rosso; nel 4º di verde, al grappolo d'uva d'oro attraversante su tre spighe di grano dello stesso incrociate in sbarra) Motto: Unius Sumus Corporis Commembra. Incongruenza tra disegno e blasonatura: le due burelle ondate nel 1º non sono cotissate, ma bordate d'argento.        |
|        | Sainte-Anne-sur-Brivet De gueules aux deux fasces échiquetées d'argent et d'azur de deux tires, au chef d'hermine. (di rosso, a due fasce scaccate d'argento e d'azzurro di due tiri; al capo d'armellino) |
|        | Sainte-Luce-sur-Loire D'azur à une clef d'or et une épée d'argent garnie aussi d'or, passées en sautoir, et à la bordure d'hermine. (d'azzurro, a una chiave d'oro e una spada d'argento guarnita pure d'oro, passate in decusse, alla bordura d'armellino) Motto: Nutrisco Et Non Extinguor. (io nutro ma non mi consumo) (Il motto è quello della famiglia Frémond de La Merveillère.) |
|        | Sainte-Marie-sur-Mer (comune di Pornic) parti : au premier, de gueules à un hérisson d'or, au chef d'argent chargé de deux mouchetures d'hermine de sable ; au second, d'azur à la « Vierge à l'Enfant » d'or à l'oculus d'argent, soutenue d'une mer d'argent issant de la pointe, au chef d'or à la croix de sable, à la bordure de gueules. (partito: nel 1º di rosso, all'istrice d'oro, al capo d'argento caricato di due moscature d'armellino di nero; nel 2º d'azzurro, alla Vergine col Bambino d'oro, all'occhio (oculus) d'argento, sostenuta da un mare d'argento uscente dalla punta, al capo d'oro caricato di una croce di nero ce con la bordura di rosso) Motto: Ad Jesum Per Mariam. |
|        | Sainte-Pazanne Écartelé d'une croix de sable : au premier, d'argent à une moucheture d'hermine de sable ; aux deuxième et au troisième, d'or à quatre vergettes de gueules ; au quatrième, de gueules à une tour d'argent maçonnée, ajourée et ouverte de sable. (inquartato da una croce di nero: nel 1º d'argento, alla moscatura d'armellino di nero; nel 2º e 3º d'oro, a quattro verghette di rosso; nel 4º di rosso, alla torre d'argento murata, finestrata e aperta di nero) |
|        | Sainte-Reine-de-Bretagne Échiqueté d'or et d'azur, à la croix de gueules brochant sur le tout, chargée en abîme d'une statue de Sainte Reine d'argent auréolée d'or, à la plaine de sinople, au chef d'hermine. (scaccato d'oro e d'azzurro, alla croce di rosso attraversante sul tutto, caricata in cuore da una statua di santa Regina d'argento nimbata d'oro, alla pianura di verde; al capo d'armellino) |
|        | Saint-Étienne-de-Mer-Morte D'or à la croix de sable chargée d'une église d'argent. (d'oro, alla croce di nero caricata di una chiesa d'argento) |
|        | Saint-Étienne-de-Montluc D'hermine à la fasce alésée de gueules chargée de trois fleurs de lys d'or. (d'armellino, alla fascia scorciata di rosso, caricata di tre gigli d'oro) Motto: Neque Terrent Monstra. |
|        | Saint-Fiacre-sur-Maine De sinople à une grappe de vigne feuillée d'argent, chapé aussi d'argent à deux mouchetures d'hermine de sable. (di verde, al grappolo d'uva fogliato d'argento, mantellato pure d'argento a due moscature d'armellino di nero) Motto: Saint-Fiacre au cœur du Sèvre et du Maine. |
|        | Saint-Géréon D'azur fretté d'or. (d'azzurro cancellato d'oro) |
|        | Saint-Gildas-des-Bois De gueules à la statue de Saint Gildas debout dans une niche, tenant de sa main dextre une crosse et de sa senestre un livre ouvert, le tout d'argent. (di rosso, alla statua di san Gildas ritto in una nicchia, tenente con la mano destra un pastorale e con la sinistra un libro aperto, il tutto d'argento) |
|        | Saint-Herblain De gueules aux trois annelets d'or entrelacés, au chef d'hermine. (di rosso, a tre anelletti d'oro intrecciati; al capo d'armellino) |
|        | Saint-Herblon D'hermine à la fasce échiquetée d'argent et de gueules de deux tires. (d'armellino, alla fascia scaccata d'argento e di rosso di due tiri) |
|        | Saint-Hilaire-de-Chaléons Écartelé : au premier, d'or aux trois tours de gueules, ouvertes et ajourées du champ, maçonnées de sable ; au deuxième, d'argent aux six mouchetures d'hermine de sable ordonnées 3, 2 et 1 ; au troisième, d'azur aux trois fleurs de lys d'or ; au quatrième, de gueules à la mitre épiscopale d'or posée en bande, soutenue d'une crosse du même posée en barre ; à la croix de sable brochant sur l'écartelé, chargée en cœur d'un écusson d'argent au trois croix du Calvaire de sable. (inquartato: nel 1º d'oro, a tre torri di rosso, aperte e finestrate del campo, murate di nero; nel 2º d'argento, a sei moscature d'armellino di nero ordinate 3, 2, 1; nel 3º d'azzurro, a tre gigli d'oro; nel 4º di rosso, alla mitra episcopale posta in banda sostenuta da un pastorale posto in sbarra; alla croce di nero attraversante sull'inquartato, caricata in cuore da uno scudetto d'argento a tre croci del Calvario di nero) |
|        | Saint-Jean-de-Boiseau Coupé : au premier, d'azur à la chapelle d'or, accostée de deux mouchetures de contre-hermine d'argent ; au second, de gueules à la fasce d'argent accompagnée de trois trèfles du même posés 2 et 1. (troncato: nel 1º d'azzurro, alla cappella d'oro accostata da due moscature di contrarmellino d'argento; nel 2º di rosso, alla fascia d'argento accompagnata da tre trifogli dello stesso posti 2 e 1) |
|        | Saint-Julien-de-Concelles De sinople à la chapelle Saint Barthélémy d'argent soutenue d'une jumelle ondée du même et surmontée de trois fleurs de lys d'or rangées en fasce. (di verde, alla cappella di San Bartolomeo d'argento sostenuta da una gemella ondata dello stesso e sormontata da tre gigli d'oro ordinati in fascia) prima del 2001, la blasonatura di Saint-Julien-de-Concelles era: Écartelé : au premier, de pourpre aux deux fraises de gueules feuillées de sinople ; au deuxième, d'azur à la grappe de raisin de pourpre ; au troisième, d'azur au brochet contourné et ployé d'argent en barre ; au quatrième, de pourpre à l'hirondelle de sable volant en bande. (inquartato: nel 1º di porpora, a due fragole di rosso fogliate di verde; nel 2º d'azzurro, al grappolo d'uva di porpora; nel 3º d'azzurro, al luccio d'argento rivoltato e inarcato in sbarra; nel 4º di porpora, alla rondine di nero volante in banda                     |
|        | Saint-Julien-de-Vouvantes D'azur à la crosse d'or accostée de deux fleurs de lys du même ; au chef d'argent chargé de trois mouchetures d'hermine de sable. (d'azzurro, al pastorale d'oro, accostato da due gigli dello stesso; al capo d'argento, caricato di tre moscature d'armellino di nero) Motto: Proelium Justum Commisi. |
|        | Saint-Léger-les-Vignes De gueules à la crosse d'or posée en bande, chargée d'une épée versée d'argent garnie d'or posée en barre, croisés en sautoir, surmontant une grappe de raisin d'or, à la bordure également d'or. (di rosso, al pastorale d'oro posto in banda, caricato di una spada rovesciata d'argento guarnita d'oro posta in sbarra, incrociati in decusse, e sormontanti un grappolo d'uva d'oro; alla bordura pure d'oro) Incongruenza tra disegno e blasonatura: lo scudo è orlato da una filiera e non da una bordura. |
|        | Saint-Lumine-de-Clisson De sinople à la cotice de gueules cousue en barre, accompagnée en chef d'une grappe de raisin tigée et feuillée, et en pointe d'une gerbe de blé, le tout d'or et posé aussi en barre. (di verde, alla cotissa di rosso cucita in sbarra, accompagnata in capo da un grappolo d'uva fustato e fogliato, e in punta da un covone di grano, il tutto d'oro e posto pure in sbarra) |
|        | Saint-Lumine-de-Coutais De gueules à Saint Lubin évêque debout nimbé d'or bénissant, posé sur une terrasse de sinople, accosté de deux grappes de raisin feuillées d'or, au chef d'argent chargé de trois canes passantes de sable. (di rosso, al San Leobino vescovo d'oro, ritto, nimbato e benedicente, posto su una terrazza di verde, accostato da due grappoli d'uva fogliati d'oro; al capo d'argento caricato di tre anatre passanti di nero) |
|        | Saint-Lyphard parti : au premier, d'or au dragon de gueules ; au second, de gueules à l'épée haute d'or ; le tout sommé d'un chef d'hermine. (partito: nel 1º d'oro, al drago di rosso; nel 2º di rosso, alla spada alta d'oro; il tutto al capo d'armellino) Motto: Terre entre sel et tourbe |
|        | Saint-Mars-de-Coutais D'argent à la croix de sable chargée de cinq coquilles d'or. (d'argento, alla croce di nero caricata di cinque conchiglie d'oro) |
|        | Saint-Mars-du-Désert D'azur à trois cylindres horaires (clepsydres) d'or. (d'azzurro, a tre cilindri orari (clessidre) d'oro) |
|        | Saint-Mars-la-Jaille D'or au léopard lionné de gueules accompagné de cinq coquilles d'azur rangées en orle, au chef de gueules chargé d'un rameau d'olivier d'argent. (d'oro, al leopardo illeonito di rosso, accompagnato da cinque conchiglie d'azzurro ordinate in orlo; al capo di rosso caricato di un ramo d'olivo d'argento) |
|        | Saint-Même-le-Tenu Coupé : au premier, d'or chaussé de sable, un cerf passant de gueules brochant sur la partition ; au second, d'azur au navire d'argent, la voile chargée d'une croix pattée de gueules. (troncato: nel 1º d'oro calzato di nero, al cervo passante di rosso attraversante sulla partizione; nel 2º d'azzurro, alla nave d'argento, con la vela caricata di una croce patente di rosso) |
|        | Saint-Michel-Chef-Chef De gueules semé de dix besants d'or ordonnés 4, 3, 2 et 1, au chef d'azur soutenu d'une divise aussi d'or. (di rosso, a dieci bisanti d'oro ordinati 4, 3, 2 e 1; al capo d'azzurro sostenuto da una divisa pure d'oro) |
|        | Saint-Molf Écartelé : au premier, à cinq points d'azur chargés chacun d'un besant d'or abaissé, équipolés à quatre points d'argent ; au deuxième et au troisième, de sinople plain ; au quatrième, de sable à la charrue d'or ; à la barre d'hermine brochant sur le tout. (inquartato: nel 1º a cinque punti d'azzurro, ciascuno caricato di un bisante d'oro abbassato, equipollenti a quattro punti d'argento; nel 2º e 3º di verde pieno; nel 4º di nero, all'aratro d'oro; alla sbarra d'armellino attraversante sul tutto) Motto: In Terra Veritas. |
|        | Saint-Nazaire D'azur à la nef équipée et habillée d'argent voguant sur une mer du même mouvant de la pointe, la voile chargée d'une clef de sable posée de fasce ; au chef d'argent chargé de cinq mouchetures d'hermine de sable et d'une clef d'or brochant en fasce sur les mouchetures, le panneton à senestre vers la pointe et découpé en croix. (d'azzurro, alla nave equipaggiata e fornita d'argento, navigante su un mare dello stesso movente dalla punta, al vela caricata di una chiave di nero posta in fascia; al capo d'argento caricato di cinque moscature d'armellino di nero e da una chiave d'oro attraversante in fascia sulla moscature, col congegno a sinistra verso la punta e intagliato in croce) Motto: Aperit et nemo claudit (Lei apre e nessuno chiude: si riferisce alla chiave dello stemma; frase latina tratta dalla Bibbia.) |
|        | Saint-Nicolas-de-Redon D'or aux deux crosse s adossées d'azur rangées en fasce. (d'oro, a due pastorali addossati d'azzurro ordinati in fascia) |
|        | Saint-Père-en-Retz D'or à la croix de sable, cantonnée au premier de deux clefs du même passées en sautoir, les pannetons en haut, et au quatrième à la croix de gueules des chevaliers du Temple. (d'oro, alla croce di nero, accantonata nel 1º da due chiavi dello stesso passate in decusse, i congegni in alto, e nel 4º dalla croce di rosso dei cavalieri del Tempio) |
|        | Saint-Philbert-de-Grand-Lieu D'azur à la muraille crénelée ouverte du champ, flanquée de deux tours également crénelées, le tout d'argent maçonné de sable. (d'azzurro, alla muraglia merlata aperta del campo, fiancheggiata da due torri pure merlate, il tutto d'argento e murato di nero) Motto: Fortitudo Mea Civium Fides. (Traggo la mia forza dalla lealtà dei miei cittadini) |
|        | Saint-Sébastien-sur-Loire De gueules à la barre ondée d'argent chargée de trois mouchetures d'hermine de sable, accompagnée en chef d'un lion rampant d'or et en pointe d'un brin de muguet d'argent feuillé d'or. (di rosso, alla sbarra ondata d'argento, caricata di tre moscature d'armellino di nero, accompagnata in capo da un leone d'oro e in punta da uno stelo di mughetto d'argento fogliato d'oro) |
|        | Saint-Sulpice-des-Landes parti : au premier, parti d'argent et de gueules, à la croix ancrée partie de l'un et de l'autre, au chef chargé de cinq tourteaux également partis de l'un et de l'autre ; au second, d'argent au sapin de sinople ; le tout surmonté d'un chef d'hermine. (partito: nel 1º partito d'argento e di roso, alla croce ancorata dell'uno all'altro, al capo partito di rosso e d'argento caricato di cinque torte dell'uno all'altro; nel 2º d'argento, all'abete di verde; il tutto al capo d'armellino) |
|        | Saint-Viaud D'or à la croix de sable, chargée sur les quatre bras d'un cordon de Saint Vital d'argent. (d'oro, alla croce di nero, caricata sui quattro bracci da un cordone di San Vitale d'argento) |
|        | Saint-Vincent-des-Landes D'argent à la feuille de chêne glandée de sinople, accompagnée en chef de deux mouchetures d'hermine de sable. (d'argento, alla foglia di quercia ghiandifera di verde, accompagnata in capo da due moscature d'armellino di nero) |
|        | Savenay D'argent, au chevron de sinople cantonné de trois trèfles du même ; au chef de gueules chargé d'une hermine passante au naturel accolée de la jarretière flottante de Bretagne d'hermine plain doublée d'or, voletant sur son dos ; à la bordure d'azur chargée de dix besants d'or. (d'argento, allo scaglione di verde, accantonato da tre trifogli dello stesso; al capo di rosso caricato di un armellino al naturale accollato dalla sciarpa ondeggiante di Bretagna, d'armellino pieno foderato d'oro, svolazzante sul dorso; il tutto alla bordura d'azzurro caricata di dieci bisanti d'oro) |
|        | Sévérac De gueules à trois hérons d'argent portant leur vigilance d'or. (di rosso, a tre aironi d'argento con la vigilanza d'oro) |
|        | La Sicaudais (Comune di Arthon-en-Retz) Écartelé : au premier, de gueules à la cruche d'or, au chef d'argent à trois mouchetures d'hermine de sable ; au deuxième, d'azur à la tour clocher d'argent ; au troisième, d'azur au châtaigner aussi d'argent ; au quatrième, de gueules à la plume d'or posée en barre ; sur le tout, en bannière, d'or à la croix de sable. (inquartato: nel 1º di rosso, alla brocca di rosso, al capo d'argento caricato di tre moscature d'armellino di nero; nel 2º d'azzurro, alla torre campanaria d'argento; nel 3º d'azzurro, al castagno pure d'argento; nel 4º di rosso, alla piuma d'oro posta in sbarra; sul tutto d'oro, alla croce di nero) |
|        | Sion-les-Mines De gueules au croissant accompagné de six molettes d'éperon, trois en chef, deux aux flancs, une en pointe, le tout d'argent. (di rosso, al crescente accompagnato da sei rotelle di sperone, tre in capo, due ai fianchi, una in punta, il tutto d'argento) |
|        | Les Sorinières D'argent au chevron de gueules, accompagné en chef de deux trèfles de sinople et en pointe d'un château d'azur pavillonné et girouetté du même, maçonné d'or et flanqué de deux tours du même, et accompagné de trois mouchetures d'hermine de sable ; au chef de sable chargé d'une coquille accostée de deux croix hautes tréflées au pied fiché, le tout d'argent. (d'argento, allo scaglione di rosso, accompagnato in capo da due trifogli di verde e in punta da un castello d'azzurro coperto e banderuolato dello stesso, murato d'oro e affiancato da due torri dello stesso, e accompagnato da tre moscature d'armellino di nero; al capo di nero, caricato di una conchiglia accostata da due croci latine trifogliate e col piè fitto, il tutto d'argento) |
|        | Soudan De sinople au chevron d'argent, accompagné en chef de deux pommes tigées et feuillées de deux pièces d'or et en pointe d'un moulin à vent du même ; au chef de gueules chargé d'une croix d'argent surchargée en cœur d'une moucheture d'hermine de sable, soutenue d'une divise ondée aussi d'argent. (di verde, allo scaglione d'argento, accompagnato in capo da due melefustate e fogliate di due pezzi d'oro e in punta da un mulino a vento dello stesso; al capo di rosso, caricato di una croce d'argento sovraccaricata in cuore da una moscatura dìarmellino di nero, sostenuto da una divisa ondata pure d'argento) Motto: Amant Me Qui Cognoscunt. Incongruenza tra disegno e blasonatura: la divisa d'argento non è ondata. |
|        | Soulvache Écartelé : au premier et au quatrième, d'argent à une moucheture d'hermine de sable ; au deuxième et au troisième, d'azur à la fleur de lys d'or ; à la tour d'or, ouverte, ajourée et maçonnée de sable, posée sur un mont d'argent mouvant de la pointe, brochant sur le trait du parti de l'écartelé. (inquartato: nel 1º e 4º d'argento, alla moscatura d'armellino di nero; nel 2º e 3º d'azzurro, al giglio d'oro; alla torre d'oro, aperta, finestrata e murata di nero, posata su un monte d'argento movente dalla punta, attraversante sul tratto di partizione dell'inquartato) |
|        | Sucé-sur-Erdre D'azur au pont mouvant des flancs soutenu d'une tierce ondée, le tout d'argent ; au chef du même chargé d'une feuille de nénuphar de sinople accompagnée de deux mouchetures d'hermine de sable. (d'azzurro, al ponte movente dai fianchi, sostenuto da una terza ondata, il tutto d'argento; al capo dello stesso, caricato di una foglia di ninfea di verde accompagnata da due moscature d'armellino di nero) |

## T
| Stemma | Nome del comune e blasonatura |
| ------ | --- |
|        | Le Temple-de-Bretagne D'hermine à la croix templière haussée, alésée, mouvant de la pointe, au bras senestre brisé, peinte au naturel. (d'armellino, alla croce templare alzata, scorciata, movente dalla punta, col braccio sinistro rotto, al naturale) |
|        | Tharon-Plage (Comune di Saint-Michel-Chef-Chef) D'argent au sautoir de vair accompagné de quatre étoiles de gueules et chargé en abîme d'un annelet de gueules. (d'argento, alla croce di Sant'Andrea di vaio, accompagnata da quattro stelle di rosso e caricata in cuore da un anelletto di rosso) |
|        | Thouaré-sur-Loire Coupé : au premier du coupé : parti : au premier, d'azur au chevron d'or, accompagné de trois roses du même, et au second, d'hermine plain ; au second du coupé : d'azur à un pont d'or à sept arches, mouvant des flancs et soutenu d'une onde de sinople. (semipartito troncato: nel 1º d'azzurro, allo scaglione d'oro accompagnato da tre rose dello stesso; nel 2º d'armellino pieno; nel 3º d'azzurro, al ponte d'oro a sette archi, movente dai fianchi e sostenuto da un'onda di verde) |
|        | Les Touches D'or à la croix de gueules, cantonnée de quatre lionceaux affrontés du même. (d'oro, alla croce di rosso, accantonata da quattro lioncelli affrontati dello stesso) |
|        | Touvois De sinople au chef pal d'or chargé en abîme d'une coquille Saint-Jacques peinte au naturel. (di verde, al capo-palo caricato in cuore da una conchiglia di Santiago al naturale) |
|        | Trans-sur-Erdre D'azur au pont d'or à trois arches mouvant des flancs ; au franc canton d'argent chargé de trois mouchetures d'hermine de sable posées en 2 et 1. (d'azzurro, al ponte d'oro a tre archi movente dai fianchi; al canton franco d'argento, caricato di tre moscature d'armellino di nero) |
|        | Treffieux De gueules au croissant d'hermine surmonté d'une croisette d'or bordée d'argent. (di rosso, al crescente d'armellino sormontato da una crocetta d'oro bordata d'argento) |
|        | Treillières parti : au premier, d'azur aux deux clefs passées en sautoir l'une d'or l'autre d'argent ; au second, de gueules à la gerbe de blé d'or, liée du champ. (partito: nel 1º d'azzurro, a due chiavi passate in decusse, una d'oro e l'altra d'argento; nel 2º di rosso, al covone di grano d'oro legato del campo) |
|        | La Turballe D'azur à quatre sardines posées en fasce et rangées l'une sur l'autre ; au chef d'azur à cinq mouchetures d'hermine de sable. (d'azzurro, a quattro sardine poste in fascia e ordinate l'una sull'altra; al capo d'azzurro a cinque moscature d'armellino di nero) Motto: Toujours plus avant. |

## V
| Stemma | Nome del comune e blasonatura |
| ------ | --- |
|        | Vallet De gueules au cep arraché d'or, tigé, feuillé avec ses grappes du même ; au chef d'hermine. (di rosso, al ceppo di vite sradicato d'oro, fustato, fogliato e con i grappoli dello stesso; al capo d'armellino) Motto: Ego Sum Vitis Vos Palmites. |
|        | Varades D'or à trois chevrons de sable. (d'oro, a tre scaglioni di nero) |
|        | Vay De gueules au croissant d'hermine surmonté d'une croisette d'or. (di rosso, al crescente d'armellino sormontato da una crocetta d'oro) |
|        | Vertou D'argent à un if arraché de sinople, chargé sur le fût d'une fleur de lys d'or, accosté à dextre d'une fleur de lys d'azur soutenue d'une moucheture d'hermine de sable posées l'une sur l'autre, et à senestre d'une moucheture d'hermine de sable soutenue d'une fleur de lys d'azur, aussi l'une sur l'autre. (d'argento, al tasso sradicato di verde, caricato sul fusto da un giglio d'oro, accostato a destra da un giglio d'azzurro sostenuto da una moscatura d'armellino di nero posti uno sull'altra, e a sinistra da una moscatura d'armellino di nero sostenuta da un giglio d'azzurro, pure l'una sull'altro) |
|        | Vieillevigne D'argent à deux filets engrelés, croisés en sautoir, accompagnés de quatre aiglettes, le tout de sable. (d'argento, a due filetti spinati incrociati in decusse, accompagnati da quattro aquilotti, il tutto di nero) Motto: Vieille en mon nom, jeune en mon cœur. |
|        | Villepot De sinople au chevron alésé versé surmonté d'un rencontre de cerf et soutenu à dextre et à sénestre d'une fleur de lys, le tout d'or ; une croisette d'argent somme le rencontre de cerf ; au chef d'hermine. (di verde, allo scaglione scorciato rovesciato sormontato da un riscontro di cervo e sostenuto a destra e a sinistra da un giglio, il tutto d'oro; una crocetta d'argento cima il riscontro di cervo; al capo d'armellino) |
|        | Vritz D'hermine fretté de gueules. (d'armellino cancellato di rosso) |
|        | Vue parti : au premier, d'azur à trois coquilles d'or; au second, de sable à l'enclume mouvant du flanc senestre et issant de la pointe, de laquelle tombent des billons, accompagnée d'un marteau d'orfèvre posé en bande, le tout d'or; au chef de gueules bastillé d'argent de quatre pièces, maçonné de sable. (partito: nel 1º d'azzurro, a tre conchiglie d'oro; nel 2º di nero, all'incudine movente dal fianco e uscente dalla punta, da cui cadono dei bulloni, accompagnata da un martello da orafo posto in banda, il tutto d'oro: al capo di rosso merlato d'argento di quattro pezzi, murato di nero)                |